# René de Pont-Jest
Louis-René Delmas de Pont-Jest ou Rémy Léon Delmas, dit René de Pont-Jest ou Léon Delmas, est un écrivain et journaliste français, ancien officier de marine, né le 17 octobre 1829 à Reims et mort le 10 juillet 1904 à Neuilly-sur-Seine,. Il est le grand-père de Sacha Guitry.

## Biographie
D'une famille qui avait compté plusieurs officiers sous l'Empire[Lequel ?], Pont-Jest fut destiné à la marine et embarqué fort jeune pour les Indes[Lesquelles ?] où il resta six années. Il fit ensuite les campagnes de la Baltique et de la Crimée sur le Henri IV, en qualité d'aspirant, puis donna sa démission pour se livrer aux travaux littéraires.
Son premier et principal ouvrage, intitulé la Jeunesse d'un gentilhomme (Bruxelles, 1860, 3 vol. in-8), est une sorte d'autobiographie de l'auteur et le récit de ses voyages aux Indes et en Chine ; il contient d'abondants détails sur l'extrême Orient. Il a donné ensuite : les Esprits de l'âtre (Bruxelles, 1860, in-18 ; Paris, 1864) ; le Fire-Fly (1862, in-18), autre recueil de souvenirs de l'Océan indien ; Bolino le négrier (1863, in-18), ayant pour scène principale Madagascar.
Pont-Jest a fourni des articles de voyage, des romans et des nouvelles à une multitude de journaux, le Moniteur, la France, le Pays, la Revue contemporaine, etc. C'est lui qui rédigea pour le Petit Journal le célèbre procès des Thugs, pour lequel fut inauguré un système nouveau d'affiches et de réclames murales. Collaborateur assidu du Figaro, il y fut spécialement chargé, depuis 1868, de la chronique judiciaire.
Pont-Jest était le grand-père maternel de Sacha Guitry, qui le décrit ainsi, dans Si j'ai bonne mémoire : « René de Pont-Jest, ancien officier de marine, romancier, chroniqueur, homme très distingué, esprit fin, fine lame, aimant les femmes, aimant le jeu - type disparu du Parisien à guêtres blanches sous pantalons à carreaux ».
L’Académie française lui décerne le prix Lambert en 1897 pour Le Fleuve des perles, le prix Xavier-Marmier en 1900 et le prix Monbinne en 1901.

## Publications

### Article
- Cour d'appel d'Amiens. Le procès des habitants d'Ercuis. Défenseurs Mes Lachaud et Jules Favre. Audiences des 13 et 14 janvier 1870.
- « La Campagne de la mer du Nord et de la Baltique », 8 articles dans le Moniteur universel de Tours, 1870-1871 ; repris en volume : La campagne de la Mer du Nord et de la Baltique: 8 art. du Moniteur Universel de Tours[Note 1], Bremen, J.G. Heyse, 1871
- « Les Communards à Londres » dans le Figaro, 4 février 1873 lire en ligne sur Gallica  — Cet article lui a valu un soufflet du proscrit Lissagaray qui le considérait spécieux et mensonger.

### Romans et nouvelles
- La Jeunesse d'un gentilhomme (Madagascar), Bruxelles, 1860.
- Le « Fire fly ». Souvenirs des Indes et de la Chine, Paris, E. Dentu, 1861.
- Bolino le négrier, souvenirs de l'Océan Indien, J. Hetzel, 1862.
- Les Escadres françaises dans la Mer du Nord et la Baltique - Campagne de 1870, Librairie Hachette, 1871.
- La Tête de Mimer, parue dans la Revue contemporaine du 30 septembre 1863  — La Tête de Mimer, nouvelle pour laquelle René de Pont-Jest porte plainte pour plagiat contre Voyage au centre de la Terre de Jules Verne à cause principalement d'une analogie de la découverte des recherches vers l'antre de la Terre[4]. Il est débouté en 1877.
- La Bâtarde, Paris, E. Plon, 1878.
- Divorcée, Paris, E. Dentu, 1885.
- Série Mémoire d'un détective, Mémoire d'un détective, l'histoire de William Dow, légiste-limier, probablement le premier détective scientifique de la littérature :
  - Le N° 13 de la rue Marlot, 1877.
  - La Femme de cire (mémoires d'un détective), Grande collection nationale, no 128, Rouff, 36 p., 1883.
  - Le Cas du docteur Plemen, 1887.
- Grain de beauté, Paris, E. Dentu, 1886, 373 p.
- Le Roman d'une diva, Paris, E. Dentu, 1886.
- Sang-maudit. Jeanne Reboul, Paris, E. Dentu, 1886, 363 p.
- Sang-maudit. La Comtesse Iwacheff, Paris, E. Dentu, 1886, 350 p.
- Sang-maudit. La Louve, Paris, E. Dentu, 1886, 327 p.
- Les Martyrs de la Nello. Un drame en Russie, Paris, E. Dentu, 1886, 395 p.
- Le Serment d'Éva. préface d'Henry Fouquier, Paris, E. Dentu, 1889, 377 p. (publié sous forme de roman-feuilleton dans Le Figaro du 1er avril 1889 au 27 mai 1889 lire en ligne sur Gallica)
- Le Fleuve des perles (L'Araignée rouge), Paris, E. Dentu, 1889.
- Le Testament du baron Jean. Roman Maritime, 1889.
- La Duchesse Claude, Paris, E. Dentu, 1890, 513 p.
- Le Tour du monde; Nouveau journal des voyages; Livraison no 1711 ; L'expédition du Katanga d'après les notes de voyage du marquis Christian de Bonchamps, 1893.
- Les Maîtres-chanteurs. L'Agence Blosset, E. Flammarion, 1893, 353 p.
- Grand mariage, Paris, E. Dentu, 1897, 512 p.
- Le mort qui se tue, 1899, 305 p.
- La Fille du missionnaire, Montgredien, 1900, 356 p.
- Les Maîtres-Chanteurs. Lettres volées, E. Flammarion, 1893, 347 p.
- Sous le voile, Montgredien, 1901, 311 p.
- Le Fils de Jacques, A. Fayard, 1915, 96 p.
- Aveugle, éditions Fayard, coll. Le livre populaire.
- Le Procès des Thugs.
- L'Agence Blosset.

### Chroniques judiciaires
- Les Régicides, Fieschi, la machine infernale, Paris, E. Dentu, 1888, 370 p.
- Souvenirs judiciaires. Les forçats innocents, Paris, E. Lachaud, 1870, 304 p.
- Procès célèbres. Cour d'assises de la Seine. Procès de M. le général Trochu contre le Figaro. Audiences des 27, 28 et 30 mars et 1er avril 1872. Avec préface par René de Pont Jest,… Signé René de Pont-Jest, A. Lacaze, 1872, 80 p.
- La Meunière de saint-cado erreur judiciaire, Montgredien, 1899, 286 p.
- Un journaliste parisien devant un parquet de province, impr. de Morris père et fils, 1881, 64 p.